# Kayono Maeda
Kayono Maeda (前田 佳代乃, Maeda Kayono), née le 13 janvier 1991 à Hyōgo, est une coureuse cycliste japonaise. Spécialisée dans les épreuves de sprint sur piste, elle a été plusieurs fois médaillée lors des championnats d'Asie de cyclisme et a représenté le Japon aux Jeux olympiques d'été de 2012

## Palmarès

### Jeux olympiques
- Londres 2012
  - Éliminée de la vitesse en repêchage

### Championnats du monde
- Minsk 2013
  - 8e de la vitesse par équipes
  - 12e du 500 mètres
  - Éliminée en seizième de finale de la vitesse
- Cali 2014
  - 15e du 500 mètres
  - 17e du keirin
  - 19e de la vitesse individuelle
- Saint-Quentin-en-Yvelines 2015
  - 13e de la vitesse par équipes
  - 28e de la vitesse individuelle
  - Éliminée en repêchage du keirin
- Londres 2016
  - 14e de la vitesse par équipes
  - 31e de la vitesse individuelle
  - Éliminée en repêchage du keirin
- Apeldoorn 2018
  - 13e du keirin[1]
  - 28e de la vitesse individuelle (éliminée en seizième de finale)[2]

### Championnats d'Asie
- Astana 2014
  -  Médaillée de bronze de la vitesse par équipes
- Nakhon Ratchasima 2015
  -  Médaillée d'argent de la vitesse par équipes
  -  Médaillée de bronze du 500 mètres
- Izu 2016
  -  Médaillée de bronze de la vitesse par équipes
- New Delhi 2017
  -  Médaillée de bronze de la vitesse par équipes
  -  Médaillée de bronze du keirin
- Nilai 2018
  -  Médaillée de bronze de la vitesse par équipes

### Jeux d'Asie de l'Est
- 2013
  -  Médaillée de bronze du 500 mètres

### Championnats nationaux
- Championne du Japon de vitesse par équipes en 2012
- Championne du Japon du 500 mètres en 2012, 2014
- Championne du Japon de la vitesse en 2012, 2014
- Championne du Japon du keirin en 2016